# Ecleora brandti
Ecleora brandti es una especie de polilla de la familia Geometridae. Fue descrita por primera vez por Eugen Wehrli en 1941 y se puede encontrar distribuido en Irán. Es una polilla mediana con una envergadura de 25 milímetros (1 plg). El holotipo de la especie fue descrita en la carretera Bandar Abbás–Saïdabad, en el sector montañoso de Sardze, Provincia de Lorestán, a una altitud de 200 metros (656,2 pies) sobre el nivel del mar.